# Manuel Nogueira
Louis Manuel Nogueira, né le 1er septembre 1968 à Longwy en Meurthe-et-Moselle, est un ancien footballeur professionnel d'origine portugaise.

## Biographie
Adolescent, il joue dans le club lorrain de l'US Vandoeuvre, jusqu'en 1984. Repéré à l'époque par Alain Perrin, alors directeur du centre de formation de l'ASNL, il choisit cependant de rejoindre l'AS Cannes. Il mènera finalement toute sa carrière de footballeur professionnel dans le sud de la France dans cinq clubs différents : Cannes, Alès, Valence, Nice, et Toulon.
En 2005, il commence une nouvelle carrière d’entraîneur, en tant qu'adjoint de Jean-Louis Garcia, dans le dernier club dans lequel il a joué, le Sporting Toulon Var, promu cette année-là en National. Sa relation avec Jean-Louis Garcia est devenue très forte, il s'est marié avec sa sœur Cannoise, devenant ainsi son beau-frère. Aujourd'hui, il fait partie intégrante du staff de Jean-Louis Garcia et l'a suivi dans plusieurs clubs, en tant qu'adjoint avec un certain succès : une montée en Ligue 2 avec le SCO Angers en 2007 et une montée en Ligue 1 avec l'ESTAC Troyes en 2017.
En 2019, plus de trente ans après son rendez-vous manqué avec l'ASNL, Manuel Nogueira s'engage finalement avec le club de son département natal, toujours en tant qu'adjoint de Jean-Louis Garcia, pour une durée de deux ans.
En janvier 2022, six mois après la fin de son contrat avec l'ASNL, Manuel Nogueira s'engage avec le RFC Seraing en Division 1A, toujours en tant qu'adjoint de Jean-Louis Garcia jusqu'en juin 2023.
En mai 2022, après avoir obtenu le maintien du RFC Seraing en Division 1A par le biais des barrages, Jean-Louis Garcia et Manuel Nogueira décident de quitter le RFC Seraing d'un commun accord avec le club. 

## Palmarès
- Champion de CFA (Groupe C) en 2005 avec Toulon
- Vice-champion de DHR Méditerranée (groupe A) en 2015 avec Cannes
- Vainqueur de la coupe de la Côte d'Azur en 2015 avec Cannes